# Grand code des Ming
Le Grand code des Ming (chinois traditionnel : 大明律) est un texte juridique Chinois fixant les principales lois du pays lors de la dynastie Ming. Il est instauré par en 1367 par Hongwu, l'empereur fondateur de la dynastie. Bien que rendu caduque en Chine lors de la dynastie suivante, il sert d'inspiration pour la mise en place de systèmes juridiques similaires dans la Corée de la Période Joseon, et dans le Japon de l'époque d'Edo .